# Margery Williams
Pour les articles homonymes, voir Williams.
Œuvres principales
- Le Lapin de Velours (1922)

Margery Williams Bianco (22 juillet 1881 à Londres - 4 septembre 1944) est un écrivain et une traductrice anglo-américaine, surtout connue pour son chef-d’œuvre, Le Lapin de Velours (1922). Elle traduisit aussi plusieurs romans français contemporains.

## Biographie

### Sa jeunesse
Née à Londres, Margery Winifred Williams était la fille cadette d'un avocat de renom, qui mourut alors qu'elle n'avait que sept ans. Cette mort prématurée marquera la plupart de ses contes pour enfants, en dépit des critiques. Sa famille partit pour les États-Unis en 1890. Au bout d'une première année passée à New York, ils s'établirent à la campagne, en Pennsylvanie. De 1891 à 1898, Margery fréquenta l'école paroissiale de Sharon Hill (Pennsylvanie). Voulant devenir écrivain, elle retourna en Angleterre en 1901 pour soumettre un premier recueil de contes pour enfants à un éditeur londonien. Ce dernier décida d'en publier un certain nombre, dont The Late Returning (1902). Toutefois, les ventes furent un échec.

### Vie de famille
C'est au cours d'une de ses visites chez son éditeur que Margery Williams fit la connaissance de Francisco Bianco, directeur littéraire italien établi à Londres. Ils se marièrent en 1904 et eurent deux enfants : Cecco et Pamela (future illustratrice). Margery se consacra désormais à plein temps à l'éducation de ses enfants et interrompit sa production littéraire. En 1907, la famille quitta l'Angleterre pour voyager à travers l’Europe, jusqu'à s'établir à Turin. Mais en août 1914 l’Italie, membre de la Triplice, s'engagea dans la Première Guerre mondiale et Francisco Bianco fut mobilisé dans l'Armée italienne. Margery Bianco, demeurée en Italie, se découvrit en Walter de la Mare un mentor littéraire, qui selon elle était parfaitement en empathie avec la psychologie enfantine.

### Retour en Amérique
L'armistice de la Grande Guerre fut suivi en Europe d'épidémies et de famine. Williams-Bianco avait gardé une maison aux États-Unis et en 1921, obtint la permission d'y retourner avec sa famille. Inspirée par l'innocence et l'imagination de ses enfants, ainsi que par l'enchantement et le mysticisme qui imprégnait les romans de jeunesse de Walter de la Mare, elle décida de se remettre à écrire, et cette fois s'acquit rapidement la célébrité.
« Le Lapin de Velours », sous-titré « Comment les jouets prennent vie » (The Velveteen Rabbit or How Toys Become Real, illustré par William Nicholson, 1922) est le premier grand roman américain de Margery Williams-Bianco, et passe pour son chef-d'œuvre. Devenu depuis un classique de la littérature enfantine, il a connu de multiples adaptations au théâtre, à la radio, à la télévision et au cinéma. La mélancolie, qui est la marque de fabrique de l'auteur, traverse cette histoire animiste.

### Les années de succès
Alors Margery Williams se consacra entièrement à la littérature enfantine, rédigeant roman après roman ; l'un d'entre eux eut pour titre le nom d'un de ses enfants (Poor Cecco, 1925). Ce récit vivant forme une exception dans le sentimentalisme sombre des autres livres de l'auteur. Tous les personnages ont leur propre caractère, et un tempérament gai et enjoué. Tout au long de leur quête pour un ami perdu, leurs rencontres avec d'autres personnages, que ce soient le garçon, l'animal ou d'autres jouets, mettent en relief leur personnalité propre avec beaucoup de finesse psychologique. Les rapports entre le chien en bois Cecco, au tempérament de chef, et Jensina, une poupée indépendante et spirituelle, sont subtils et divertissants. Les superbes illustrations d’Arthur Rackham ajoutent encore à la qualité du livre. Et si l'éditeur de l'époque a préféré publier Le Lapin de Velours, plus court, par intérêt à court terme, Cecco constitue aujourd'hui une rareté recherchée des bibliophiles. Les autres romans de Margery Williams, comme The Little Wooden Doll (1925, illustré par sa fille Pamela), marquent un retour vers des thèmes plus classiques.
Au cours des deux décennies suivantes, Margery Williams composa chaque année plusieurs romans ou recueils de nouvelles. La plupart sont des variations autour de son thème de prédilection (les jouets qui prennent vie, et la capacité des jouets à refléter les émotions des enfants). Malgré le climat de mélancolie ambiante, l'auteur réussit toujours à conclure son récit par une note optimiste qui fait le succès de son œuvre. Parmi ses plus grands succès, il y a lieu de citer The Apple Tree et The Adventures of Andy (1926), The Skin Horse (1927, également illustré par Pamela), The Candlestick (1929), Other People's Houses (1930) et The House that Grew Smaller (1931).

### L'exil
Dans les années 1930, Williams-Bianco se tourna de plus en plus vers la littérature pour adolescents, sans délaisser entièrement les livres de jeunesse. Ses romans mettent tous en scène des jeunes qui, d'une façon ou d'une autre, ne parviennent pas à trouver leur place dans la société. Winterbound, l'histoire de deux adolescentes appelées à prendre en charge leurs frères et sœurs plus jeunes après le départ de leurs parents, fut nommé en 1937 pour la Médaille Newbery.
En 1939, comme son Angleterre natale se trouvait à nouveau plongée dans les affres de la Deuxième Guerre mondiale, Margery commença à parsemer ses récits de thèmes patriotiques et de références historiques, comme dans Franzi and Gizi (1941). Son dernier roman, Forward Commandos! (1944), est un récit de guerre et un hommage au sacrifice des soldats Afro-américains, puisque l'un des héros est un soldat noir.
Margery Williams-Bianco ne vit jamais la fin de la guerre. Alors que Forward Commandos! venait de paraître, elle tomba malade et mourut après trois jours d'hospitalisation.

### Traductions de romans français
- « Anthologie nègre » (The African Saga, 1927) de Blaise Cendrars
- « Il était quatre petits enfants » (Juniper Farm, 1928) de René Bazin.
- « Petits Contes nègres pour les enfants des Blancs » (Little Black Stories, 1929) de Blaise Cendrars.
- « Goupil » (édition illustrée du Roman de Renart, sous le titre Rufus, the Fox, 1937) de Samivel.